# Fast erwachsen (2021)
Fast erwachsen (Originaltitel Twenty Something) ist ein US-amerikanischer Animationskurzfilm aus dem Jahr 2021. Er handelt von einer jungen Frau, die zum ersten Mal in einen Nachtclub geht. In Wahrheit handelt es sich bei ihr um ein Mädchen, eine Jugendliche und ein Kleinkind, die in einem Trenchcoat versteckt aufeinander stehen. Aufgrund dessen wird ein unbeschwerter Clubbesuch zur Herausforderung.
Die Produktion gehört zu den SparkShorts, einer Kurzfilmreihe des Animationsstudios Pixar. Wie deren anderen Teile wurde Fast erwachsen von einer Pixar-Angestellten und Debüt-Regisseurin gedreht. Die Handlung basiert auf ihren persönlichen Erfahrungen mit dem Imposter-Phänomen sowie Ängsten als junge Erwachsene. Bei ihrer Arbeit ließ sie sich von etlichen Zeichentrickwerken inspirieren, weswegen ihr Film im Gegensatz zu den meisten Produktionen des Studios nicht computeranimiert ist.
Fast erwachsen feierte seine Premiere im September 2021 auf dem zum Pixar-Mutterunternehmen Disney gehörenden Streamingdienst Disney+ und erhielt positive Kritiken.

## Handlung
Gia besucht an ihrem Geburtstag mit ihrer älteren Schwester Nicole einen Nachtclub. Dort trägt sie einen Trenchcoat und schwankt. Sie ist von der lauten Musik, den vielen Anwesenden sowie den Lichtern überwältigt, weswegen sie auf die Toilette geht. Es stellt sich heraus, dass Gia erst 10 ist und auf den Schultern eines Kleinkinds steht, unter dem sich wiederum eine 16-Jährige befindet. Die drei geraten aufgrund kürzlich begangener Fehler in Streit: Der Kleinsten mangelte es in einem Restaurant an guten Tischmanieren, während die Mittlere beim Möbelaufbauen versagte und die Älteste einen Autounfall mit Blechschaden verursachte. Sie treffen schließlich die Vereinbarung, sich möglichst normal zu verhalten.
Beim Tanzen lernen die drei einen jungen Mann kennen. Die 16-jährige Gia ist von ihm angetan, weswegen sie mehr oder weniger erfolgreich versucht, zu flirten. Er geht jedoch, nachdem ihm die jüngste auf die Füße tritt. Sie erbricht sich zudem auf einen Clubbesucher, worauf es abermals zu einer Auseinandersetzung zwischen den Kindern kommt. Sie verlieren dadurch den Mantel und fallen unter den Blicken der anderen Gäste mitten auf der Tanzfläche hin. Die Mädchen flüchten daraufhin wieder auf die Toilette und weinen.
Wenig später kommt Nicole dazu. Sie erzählt davon, wie sie sich bei ihrem ersten Konzert versehentlich einnässte, bekräftigt die Normalität von Schwierigkeiten beim Erwachsenwerden und versichert ihren Schwestern, stolz auf ihre persönliche Entwicklung zu sein. Die drei Gias umarmen sich daraufhin und verschmelzen zu einer 21-Jährigen. Kurz darauf verjüngen die anderen Besucher. Einer, der Gia hinterherruft, verwandelt sich aufgrund ihrer selbstbewussten Reaktion in einen kleinen Jungen. Ein anderer, dessen Avancen sie ablehnt, nimmt die Gestalt eines schreienden Säuglings an, während ein Frauenheld zum Teenager wird. Am Ende tanzen Gia und Nicole glücklich zum Set eines lachenden Baby-DJ.

## Produktion

### Entstehung
Aphton Corbin, eine Angestellte in der Drehbuchabteilung des US-amerikanischen Animationsstudios Pixar, erhielt während der Arbeit am Spielfilm Soul das Angebot, ihre erste eigene Produktion in Form eines SparkShorts zu drehen. Damit bezeichnet Pixar eine Reihe von Kurzfilmen, die in einem Zeitraum von sechs Monaten mit einem niedrigen Budget entstehen und auf persönlichen Erfahrungen der Regisseure basieren. Corbin zögerte aufgrund ihres Hochstapler-Syndroms zunächst, dem Vorschlag zuzustimmen. Nachdem sie sich an einen selbstgezeichneten Comic erinnerte, in dem sie ihre Selbstzweifel als drei in einem Trenchcoat aufeinander stehenden Kindern visualisierte, beschloss Corbin, die Metapher in ihrem Film auszubauen. Sie gestaltete die Kinder als eine Art personifizierte Formen des Es, Ich sowie Über-Ich und wählte die Altersgruppen aufgrund derer ihrer Ansicht nach typischen Eigenschaften aus. So wirke die ungefilterte Art von Einjährigen unterhaltsam sowie lustig, während 10-Jährige aufgrund ihres unbeschwerten Alltags selbstbewusst seien und 16-Jährige ihre Angst vor dem Erwachsensein durch Bissigkeit versteckten. Die echte Protagonistin ist hingegen 21, da ab diesem Alter in den Vereinigten Staaten die Volljährigkeit beginnt.
Die Alltagsschwierigkeiten der Gias sind an  Corbins Erfahrungen nach ihrem Collegeabschluss angelehnt. Die Menge an neuen Herausforderungen wie etwa die Suche nach einer eigenen Wohnung oder das Erlernen von Ölwechseln hätten in ihr das Gefühl ausgelöst, noch ein Mädchen zu sein, das sich unbedingt wie eine Erwachsene fühlen möchte. Corbin wollte daher für die Handlung des Films ihre beruflichen und vergangene persönliche Ängste kombinieren. Sie erwähnte die Idee gegenüber einigen Freunden, die ihr bei der Weiterentwicklung halfen. In den ersten Storyboards arbeiteten die drei Gias wie ihr reales Vorbild auch zunächst in einem Büro und gingen anschließend in einen Nachtclub. Auf Corbin machten die Büroszenen jedoch einen unpassenden Eindruck, zumal sie nicht die Introversion der Regisseurin widerspiegelten. Deswegen verlegte sie die Handlung stattdessen vollständig in den Club, laut ihr dem aus Kindersicht „erwachsensten“ Ort. Corbin gestaltete ihn „jugendfrei und normal“, um keine Zuschauer zu verschrecken.
Der Film ist für Pixar ungewöhnlich nicht computeranimiert, sondern eine Zeichentrickproduktion. Das hatte mehrere Gründe. Zum einen war er nicht nur angesichts des geringen finanziellen Budgets billiger, sondern auch in Hinblick auf die Bewegungen des Trenchcoats einfacher zu animieren. Daneben kam die Regisseurin durch ihre Vorliebe für Zeichentrick zu ihrem Beruf. Der Stil von Fast erwachsen war von diversen Quellen inspiriert. Dazu gehörten die SparkShorts Burrow und Kitbull, Comicstrips aus der The New Yorker, Die Peanuts, Avatar – Der Herr der Elemente, Werke von Quentin Blake, Chihiros Reise ins Zauberland, Cartoons der United Productions of America, Crayon Shin-Chan sowie Die fantastische Welt von Gumball.

### Dreharbeiten
Nach der Fertigstellung des Drehbuchs fing Corbin mit der eigentlichen Produktion von Fast erwachsen an. Basierend auf ihren Angaben und Skizzen übernahm ihre Kollegin Yingzong Xin das Figurendesign. Daneben standen der Regisseurin ungefähr 30 Mitarbeitende zur Verfügung. Dazu gehörte ein von ihrem ehemaligen, mit der Produktion von Zeichentrickfilmen erfahrenen Kommilitonen Lucas Pacheco geleitetes Animationsteam. Dessen Aufgaben gestalteten sich im Zuge der COVID-19-Pandemie schwierig, da die Angestellten nicht ins Büro gehen konnten. Die Produzenten Erik Langley und Mike O’Brien erstellten daraufhin einen Arbeitsplan für die Animatoren. Sie mussten zwar von zuhause aus arbeiten, tauschten sich jedoch bei Zoom-Treffen untereinander aus. Trotz der erschwerten Umstände und relativ hohen technischen Komplexität des Handlungsschauplatzes gelang es dem gesamten Produktionsteam, den Zeitplan einzuhalten.
Während der Dreharbeiten fragte Corbin ihre Kollegen nach lokalen (also in Emeryville, dem Hauptsitz von Pixar beheimateten) Musikern, die ein Lied für Fast erwachsen komponieren könnten. Sie empfahlen ihr ASTU, eine Singer-Songwriterin aus dem Bereich Rhythm and Blues. Nachdem sie von der Regisseurin per E-Mail einen Rohschnitt der Produktion erhalten hatte, sagte sie zu. Nach ihrer Aussage sprach sie neben den afroamerikanischen Figuren, die in Animationsfilmen selten vorkämen, das Thema der Identitätsfindung an, das in ihrer eigenen Kunst ein wiederkehrendes Motiv darstelle. ASTU schrieb und vertonte wenig später das Lied Hold the Line, das im Abspann von Fast erwachsen zu hören ist.

## Veröffentlichung
Fast erwachsen feierte seine Premiere am 9. August 2021 innerhalb des zur Computergrafik-Tagung SIGGRAPH gehörenden Animationsfestivals Electronic Theater. Während derselben Konferenz fanden zudem zwei Podiumsdiskussionen statt, bei denen Corbin und das Animationsteam über die Produktion sprachen.
Während einer limitierten Kinoveröffentlichung von Soul im El Capitan Theatre in Los Angeles vom 27. August bis zum 1. September desselben Jahres lief Fast erwachsen im Vorprogramm.
Fast erwachsen wurde zusammen mit dem SparkShort Nona über ein Mädchen, das seine Großmutter immer wieder beim Ansehen eines im Fernsehen übertragenen Wrestling-Wettkampfs stört, am 10. September auf dem Streamingdienst Disney+ veröffentlicht. Einen Tag darauf brachte Walt Disney Records Hold the Line auf verschiedenen Audio-Streamingplattformen heraus.

## Rezeption
Für den Comic Book Resources-Redakteur Brandon Zachary sei Fast erwachsen ein lebhafter, Spaß machender Einblick in den transformativen Lebensabschnitt heranwachsender Personen. Der Film sei nicht nur pfiffig und süß, sondern besitze auch eine klare sowie nachvollziehbare Botschaft über das Erwachsenwerden, die die schnittig-eleganten Zeichnungen verstärkten. Bill Desowitz bezeichnete die Produktion in der IndieWire als cleveren und zugleich lustigen Kurzfilm.

## Making-of-Dokumentation
Am Tag der Veröffentlichung von Fast erwachsen erschien ebenfalls bei Disney+ ein dazugehöriger Making-of-Dokumentarfilm mit dem Titel A Spark Story. Er wurde von zwei Angestellten der Produktionsfirma Supper Club gedreht, die häufiger für Dokus mit Disney zusammenarbeitet. Darin wird die Arbeit von Corbin und dem Nona-Regisseur Louis Gonzales an ihren jeweiligen Filmen näher beleuchtet.

## Auszeichnung und Nominierung
Fast erwachsen war auf der SIGGRAPH 2021 in der Kategorie Best in Show siegreich. Bei den NAACP Image Awards 2022 erhielt er eine Nominierung als Bester animierter Kurzfilm.